# Illa Șimian
L'illa Șimian (en romanès: Insula Șimian; en serbi: Šimijan) és una illa fluvial al riu Danubi, que pertany a Romania, just aigües avall de la ciutat de Turnu Severin i amb vista a la ciutat de Șimian.
L'illa és la llar de la reconstruïda fortalesa que es va traslladar des de la històrica illa Ada Kale, quan era a punt de ser submergida per tal de construir les Porta de Ferro I durant la construcció d'una presa l'any 1968. Per aquesta raó, també és coneguda com la "nova Ada Kale", tot i que l'ambiciós pla de reassentament mai no fo completat.
Durant la construcció del pont de Trajà, al segle II d. C., l'illa va servir de base natural per a la divisió de les preses d'aigua.